# 죽음의 중계
죽음의 중계(La Mort En Direct, Deathwatch)는 독일(구 서독)에서 제작된 베르트랑 타베르니에 감독의 1980년 드라마 영화이다. 로미 슈나이더 등이 주연으로 출연하였다.

## 출연

### 주연
- 로미 슈나이더
- 하비 케이틀

### 조연
- 해리 딘 스탠튼
- 테레제 리오타르
- 막스 폰 시도우
- 캐롤린 랭그리쉬
- 윌리엄 러셀
- 바딤 글로브나
- 벤하드 위키

## 제작진
- 공동제작: 베르트랑 타베르니에
- 미술: 안소니 프랫
- 의상: 주디 무어크로프트